# 北川貞彦
北川 貞彦（きたがわ さだひこ、1856年7月6日（安政3年6月5日）- 1903年（明治36年）11月8日）は、代言人(弁護士)、自由民権運動家、民権結社「発陽社」社長。憲法草案『日本憲法見込案』の起草者。

## 来歴

### 生い立ち
安政3年6月5日(1856年7月6日)、土佐藩士(四人扶持切符15石)・北川貞詮(忠蔵)の次男として、高知城下に生まれる。幼名は「熊治」。
初め藩校・致道館、廃藩置県以降は共立学舎英学校に学ぶ。東京に遊学して、明治9年(1876年)、代言人(弁護士)の免許を取得した。

### 自由民権運動
自由民権運動に身を投じ、明治10年(1877年)、「立志社」の下部組織として民権結社「発陽社」(跡地・高知県高知市天神町14)を興す。同社のメンバーには北川貞彦を中心として、弘瀬重正、宮地茂春、徳弘馬域郎、板垣鉾太郎、乾正士、北代健太郎、筒井楠太郎、麻田久寿衛らがいた。機関紙『江南新誌』を発行するなど、立志社傘下の有力な結社として活動する。
明治13年(1880年)、「国会期成同盟」の規約編成委員となる。
さらに立志社においては、社内に憲法調査局が設置せられ片岡健吉、山田平左衛門、島地正存を監督とし、坂本南海男、山本幸彦、植木枝盛、廣瀬爲興、北川貞彦が「憲法起草委員」に選任された。またこれに谷重中、森脇直樹、児島稔を加え、広く欧米の憲法を精査し、憲法草案を起草することになった。立志社の植木枝盛が起草した『東洋大日本国国憲案』は、「自由民権の精神にそぐわない」と意見が多数寄せられ、幹部達が改稿を求めた為、北川貞彦が新たに『日本憲法見込案』を起草した。
その後、「海南自由党」の結党に尽力。法律学校「法学館」では、民法・訴訟法を講義した。
明治20年(1887年)、保安条例で東京退去を命ぜられる。

### 政財界で活躍
その後、後藤象二郎の信頼を得て中央政界で活躍。勧業銀行に入り、実業界でも辣腕を揮う。
明治33年(1900年)、帰県して高知商工会議所書記長となり、高知県物産陳列場監督などをつとめる傍ら『土陽新聞』の客員として、法制・経済論説を発表した。
明治36年(1903年)11月8日死去。享年48歳。

## ゆかりの地
- 潮江天満宮 - 神社境内に北川貞彦奉納の玉垣があり、同じく発陽社に属した民権家・弘瀬重正（潮江村村長）と並んで建てられている[7]。

## 補註
1. ↑  “『板垣精神 -明治維新百五十年・板垣退助先生薨去百回忌記念-』”.  一般社団法人 板垣退助先生顕彰会 (2019年2月11日). 2020年10月1日閲覧。
2. 1 2 3  “『北川貞彦(立志社「日本憲法見込案」起草者)の生涯と業績』外崎光広著”.   高知短期大学(社会科学論集49) (1985年4月1日). 2020年10月1日閲覧。
3. 1 2 3  『高知県人名事典』高知県人名事典編纂委員会編、高知市民図書館、1971年(昭和46年)
4. 1 2  『舊各社事蹟』島崎猪十馬編、昭和6年(1931年)
5. ↑  “『自由のともしび』第74号”.   高知市立自由民権記念館 (2013年3月1日). 2020年10月1日閲覧。
6. ↑  『我國憲政の由來』板垣退助著
7. ↑  北川貞彦と弘瀬重正 - 玉垣に残る二人の自由民権運動家